# واي يو في

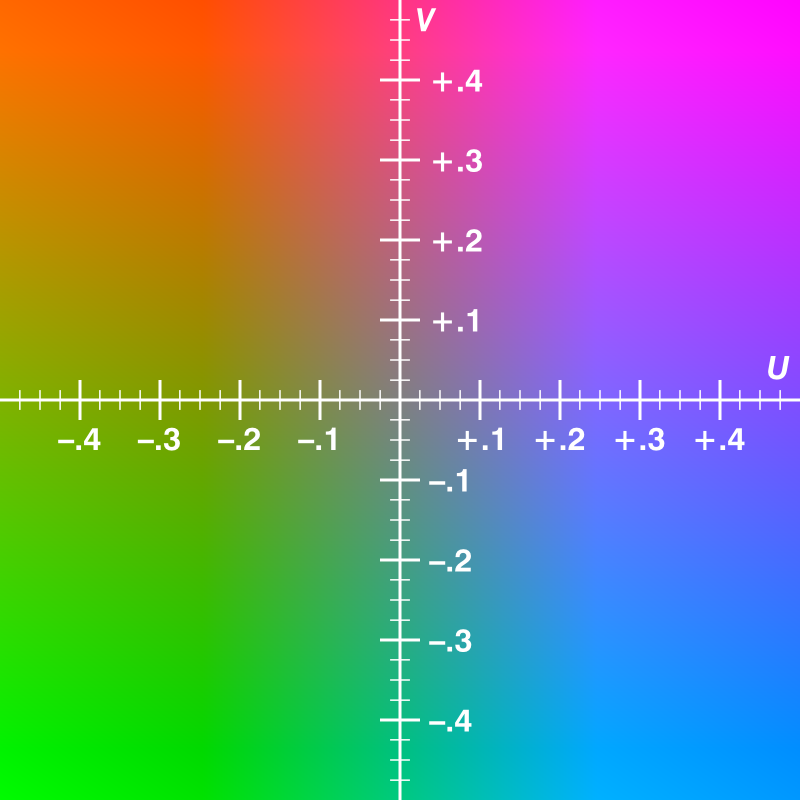
مثال عن المستوي اللوني يو في عند قيمة واي=0.5 ممثلا في السلسلة اللونية أحمر أخضر أزرق

واي يو في (بالإنجليزية: YUV)‏ هو فضاء لوني يستخدم كجزء من أنابيب ألوان الصور (Color image pipeline). وهي تحول الصور الملونة أو الفيديو آخذة قدرة إدراك اللوني للإنسان بعين الاعتبار، مخففة حجم بيانات المكونات اللونية، وبذلك تجعل الأخطاء النقل وسلبيات ضغط الصور مخفية عن الإدراك اللوني للإنسان بدلا من استخدام إظهار مباشر وفق النموذج اللوني أحمر أخضر أزرق. وللفضاءات اللونية الأخرى خواصا مشابهة، والسبب الرئيسي لدراسة وإنجاز خصائص واي يو في هو ربط التلفزة التماثلية والتلفزة الرقمية أو معدات التصوير المتوافقة مع معايير واي يو في.

## الاشتقاقات والصيغ الرياضياتية
يتم الحصول على إشارات Y'UV عموما من المصادر الأصلية، النموذج اللوني أحمر أخضر أزرق (الأحمر، الأخضر والأزرق). القيم المكممة لكل من R، G، وB تضاف مع بعضها لإنتاج إشارة Y'، ممثلة بالتالي إجمالي سطوع، أو إضاءة تلك النقطة. بعد ذلك يتم تخليق إشارة U بطرح الإشارة Y' من الإشارة الأصلية RGB، ومن ثم يتم إعادة ضبط المقاس; V تنتج إشارة Y' من الحمراء ومن ثم يشكل مقاسها بعامل آخر. يمكن تنفيذه كل هذا بواسطة دائرة تماثلية (عادة مجموعة خطية من مكبرات العمليات).
العلاقة بين كل من Y'UV وRGB تعتمد على الثوابت المعرفة التالية:
{\displaystyle {\begin{aligned}W_{R}&=0.299\\W_{B}&=0.114\\W_{G}&=1-W_{R}-W_{B}=0.587\\U_{Max}&=0.436\\V_{Max}&=0.615\end{aligned}}}
حينئذ تعطى قيم Y'UV بدلالة قيم RGB أي (مع R، G، B في المدي 0 إلى 1):
{\displaystyle {\begin{aligned}Y'&=W_{R}R+W_{G}G+W_{B}B\\U&=U_{Max}{\frac {B-Y'}{1-W_{B}}}\\V&=V_{Max}{\frac {R-Y'}{1-W_{R}}}\end{aligned}}}
لاحظ أن قيم المدى لـ Y'، U، وV هي على التوالي [0، 1]، [-UMax, UMax], و[-VMax, VMax]. المعادلات أعلاه تمثلا تحويلاً خطياً قابل للانعكاس بسهولة:
{\displaystyle {\begin{aligned}R&=Y'+V{\frac {1-W_{R}}{V_{Max}}}\\G&=Y'-U{\frac {W_{B}(1-W_{B})}{U_{Max}W_{G}}}-V{\frac {W_{R}(1-W_{R})}{V_{Max}W_{G}}}\\B&=Y'+U{\frac {1-W_{B}}{U_{Max}}}\end{aligned}}}
بالمثل، بالتعويض عن قيم الرموز بالأرقام:
{\displaystyle {\begin{bmatrix}Y'\\U\\V\end{bmatrix}}={\begin{bmatrix}0.299&0.587&0.114\\-0.14713&-0.28886&0.436\\0.615&-0.51499&-0.10001\end{bmatrix}}{\begin{bmatrix}R\\G\\B\end{bmatrix}}}
{\displaystyle {\begin{bmatrix}R\\G\\B\end{bmatrix}}={\begin{bmatrix}1&0&1.13983\\1&-0.39465&-0.58060\\1&2.03211&0\end{bmatrix}}{\begin{bmatrix}Y'\\U\\V\end{bmatrix}}}
هناك بعض النقاط المتعلقة بمصفوفة التحويل الخاصة بـ RGB وهي:
- الصف الأعلى متطابق مع تلك ذات النطاق اللوني Y'IQ
- {\displaystyle {\begin{bmatrix}R\\G\\B\end{bmatrix}}={\begin{bmatrix}1\\1\\1\end{bmatrix}}\implies {\begin{bmatrix}Y'\\U\\V\,\end{bmatrix}}={\begin{bmatrix}1\\0\\0\end{bmatrix}}}
- هذه الصيغ تستعمل إلى حد ما نموذجاً تقليدياً من Y'UV، والذي يستعمل من أجل الأجهزة التماثلثة بال; الأجهزة الرقمية بال والرقميةإن تي إس سي HDTV لا تستعمل Y'UV بل Y'CbCr.

مستويات UV في المدى [-1,1]
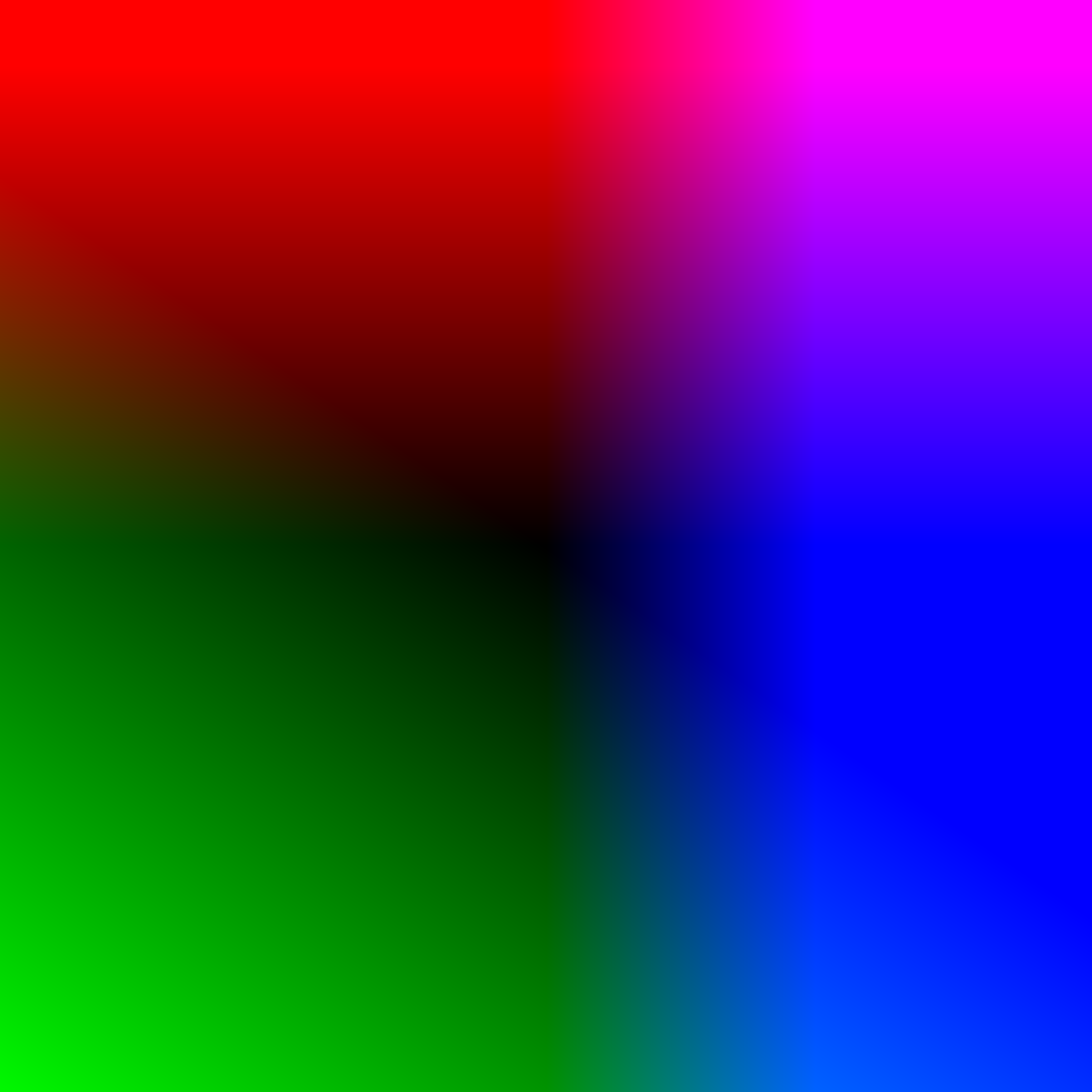
قيمة Y' عند 0
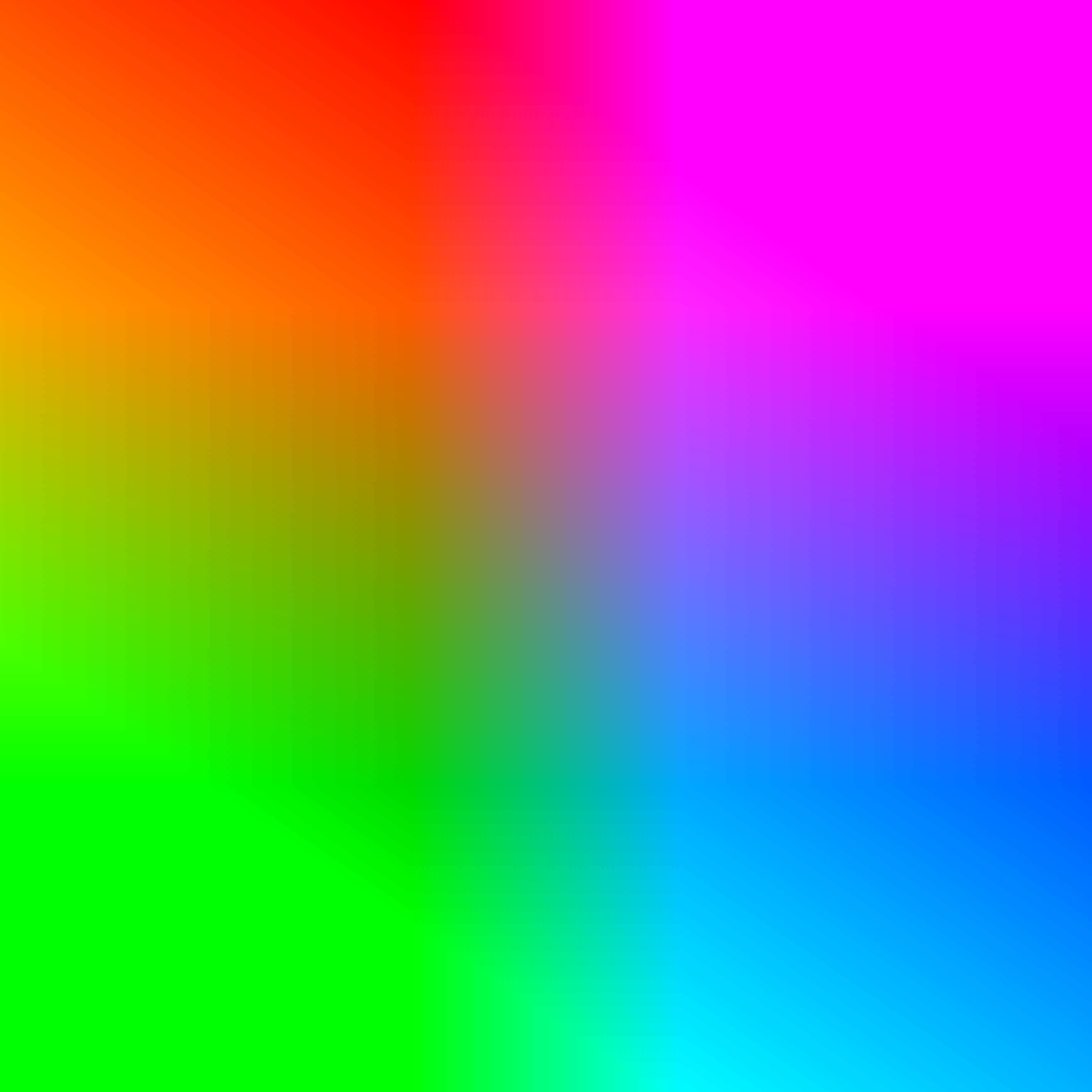
قيمة  Y' عند 0.5
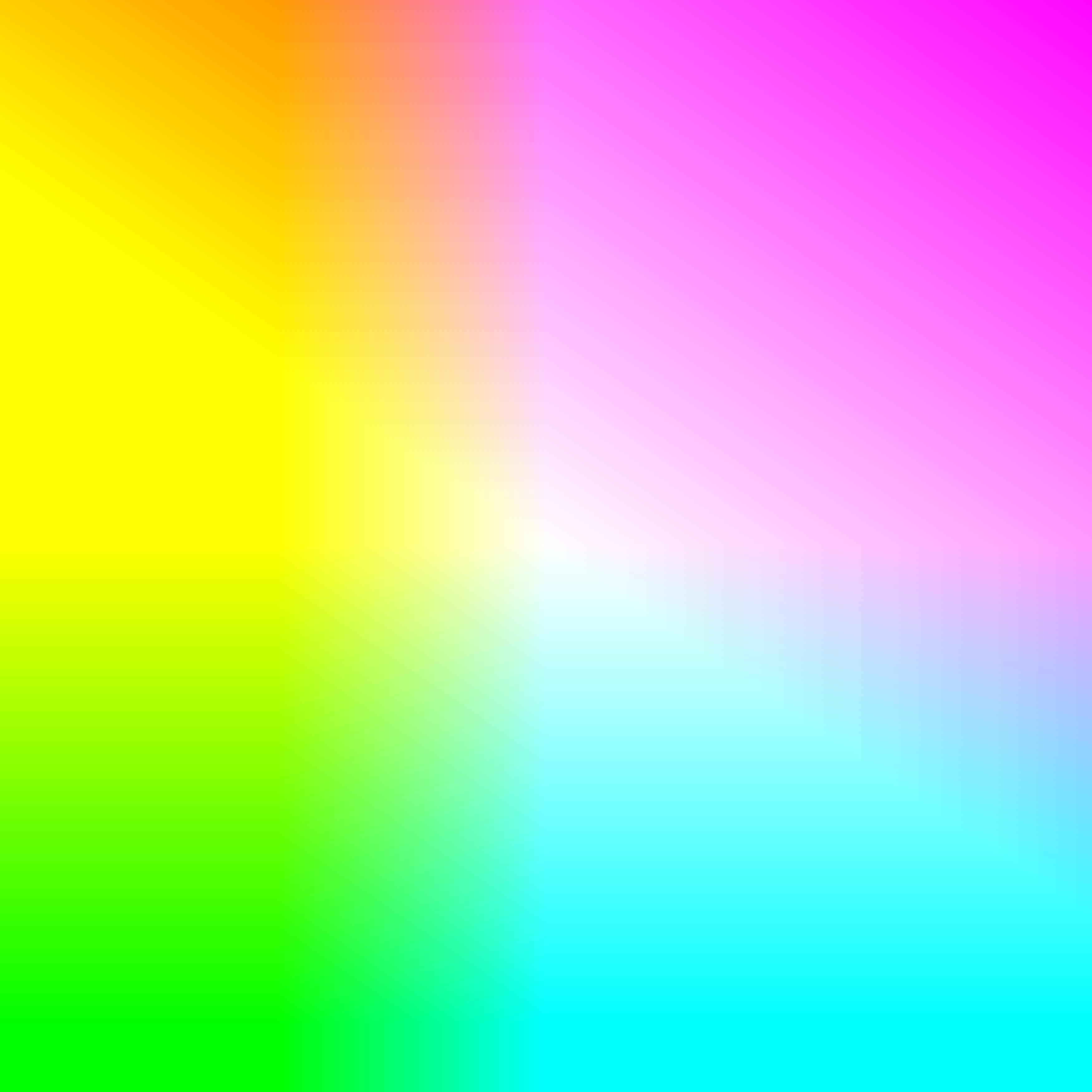
قيمة Y' عند 1

### BT.709 وBT.601
عندما اعتمد معيار بث مرئي فائق الدقة، اختارت هيئة أنظمة التلفزيون المتطورة صيغة مختلفة لـYCbCr عن تلك المستخدمة في البث المرئي القياسي. معنى ذلك أن التحويل بين SDTV وHDTV، ينبغي التبديل بين معلومات اللون، بالإضافة إلى تحجيم صورة الفيديو.
الصيغة فوق المرجع Rec. 601. بالنسبة لـ HDTV، تستعمل مصفوفة مختلفة بعض الشيء، حيث يتم إبدال WR وWB في الصيغة السابقة بـRec. 709:
{\displaystyle {\begin{array}{rl}W_{R}&=0.2126\\W_{B}&=0.0722\\\end{array}}}